# Astonishing X-Men
Astonishing X-Men (с англ. — «Потрясающие Люди Икс») — трилогия, посвященная Людям Икс. Первые две части были мини-сериями, с ограниченным количеством серий. Здесь собраны лучшие силы Людей Икс: Циклоп, Эмма Фрост, Росомаха, Колосс, Зверь, Призрачная Кошка.

## Часть первая (1995)
Комикс из четырёх серий переносит героев Uncanny X-Men в альтернативную вселенную с сюжетной линии Век Апокалипсиса, в которой Профессор Х был убит собственным сыном, Легионом. Магнето, ставший свидетелем смерти друга, взял на себя обязательство исполнить мечту Ксавьера и создать свою собственную команду Людей Икс. Однако он был не в силах предотвратить рост деспотичности Апокалипсиса.
Astonishing X-Men написаны Скоттом Лобделлом, иллюстрировано Джо Мадурейра.
Команду возглавляла Шельма, также в команде были Санфайр, Блинк, Морф, Саблезубый, а также Wildchild.

## Часть вторая (1999)
Комикс из трёх серий продолжает сюжетную линию Apocalypse: The Twelve. Большинство постоянных участников команды Людей Икс покинуло группу из-за конфликта с Профессором Х. В команде остались Циклоп, Феникс, Росомаха, Архангел, Кейбла и Нэйт Грей. Эта команда защищает Mannites (группу супер сильных детей, выращенных с помощью генной инженерии) от Смерти, Всадника Апокалипсиса. Росомаха был убит Смертью на последних страницах серии, но после выяснилось, что Смерть на самом деле контролировала разум Росомахи, а убит был самозванец Скрулл в облике Росомахи.

## Третья часть (2004 — наши дни)
В 2004 году Марвел использовал название Astonishing X-Men для запуска макси-сериала под авторством Джоса Уидона и Джона Кэсседея. В данной серии собраны лучшие силы Людей Икс: Циклоп, Эмма Фрост, Зверь, Росомаха, Призрачная Кошка, Колосс, Локхид.
Также появляются новые персонажи во Вселенной Марвел: Специальный Агент Бранд, Хисако Ичики, Орд из Разрушенного Мира, Blindfold. Также появляется новая организация Щ. И. Т.

## Джосс Уидон

### «Одаренные» (серии 1-6)
Сюжет первого тома «Одарённые» (англ. Gifted) перекликается с сюжетом Люди Икс: Последняя битва (Люди Икс 3) и повествует о нелёгком выборе, который должен сделать каждый мутант с появлением нового лекарства, которое разработала Доктор Кавита Рао. Данное лекарство удаляет ген Х. Как известно, беда не приходит одна: Людей Икс пытается уничтожить пришелец из параллельной вселенной Орд, который убеждён, что один из Людей Икс уничтожит его Мир через три года. Именно он дал Доктору Кавите Рао технологии для разработки лекарства против мутантов. Но нет худа без добра, и в лаборатории Бенотека (компании, которая разрабатывала лекарство) Люди Икс нашли воскрешённого Колосса.

### «Опасные» (серии 7-12)
Сюжет второй части (англ. «Dangerous») рассказывает о противостоянии компьютера комнаты страха (англ. Danger Room, название компьютера «Danger») и Людей Икс. Компьютер комнаты страха, оснащенный технологиями расы Шиар, обрёл личность, которая страдала из-за отсутствия возможности выполнить своё предназначение: убить Людей Икс. После самоубийства юного ученика Крыла (который переживал, так как Орд лишил его супер способностей) в комнате Страха парадокс был устранён и Компьютер вырвался на свободу, чтобы выполнить своё предназначение.